# لغات كريش
كريش هي مجموعة لغوية صغيرة في جنوب السودان. تعتبر عمومًا فرعًا من لغات وسط السودان. يقرر بوايالديو (Boyeldieu) أنه لم يتم إظهار ذلك بشكل مرض، ولكن ستايروستون (Starostin) يجد أدلة مقنعة، وأن أقرب قريب لها داخل تلك العائلة يبدو أنه بيري .
تعتبر كريش عمومًا سلسلة لهجوية، لكنها متنوعة جدليًا. يسرد بلانش (Blench) خمس لغات كريش